# استن ملگرن
استن ملگرن (سوئدی: Sten Mellgren; ۲۸ اوت ۱۹۰۰ – ۳ سپتامبر ۱۹۸۹) بازیکن و مربی فوتبال اهل سوئد بود.
وی به همراه تیم ملی فوتبال سوئد به مدال برنز مسابقات فوتبال در بازی‌های المپیک تابستانی ۱۹۲۴ دست پیدا کرده‌است.